# Karloman 1.
 Der er flere personer med dette navn, se Karloman.
Karloman (28. juni 751 – 4. december 771) var frankisk konge 768-771. Han var næstældste søn af Pipin den lille og Bertrada af Laon.
Sammen med sin bror Karl (senere kendt som Karl den Store salvet som konge af pave Stefan 2. i 754. Efter Pipins død i 768 delte Karloman og Karl riget mellem sig, og Karloman fik den østlige del, Austrasien. Der var stærke spændinger mellem brødrene, hvilket kan være grunden til, at Karlomans dronning Gerberge efter hans død flygtede med sine sønner til det lombardiske hof hos kong Desiderius. Da nogle kilder hævder, at Gerberge var Desiderius' datter, kan det dog være vanskeligt at udlede de broderlige spændinger af Gerberges handling. Historieskrivere, der støttede Karl, angiver, at denne var forvirret over Gerberges rejse. 
Ved Karlomans død blev hans kongedømme igen indlemmet i Karls rige, og Karl fordelte senere riget til sine egne sønner.